# ブラウンロー・セシル (第9代エクセター伯爵)
第9代エクセター伯爵ブラウンロー・セシル（英語: Brownlow Cecil, 9th Earl of Exeter FRS、1725年9月21日 – 1793年12月26日）は、グレートブリテン王国の貴族、政治家。1754年までバーリー卿の儀礼称号を使用した。

## 生涯
第8代エクセター伯爵ブラウンロー・セシルとハンナ・ソフィア・チェンバーズ（Hannah Sophia Chambers、1702年頃 – 1765年4月30日、トマス・チェンバーズの娘）の息子として、1725年9月21日に生まれ、25日にスタンフォードの聖マーティン教会で洗礼を受けた。1732年から1742年までウィンチェスター・カレッジで教育を受けた後、1744年11月9日にケンブリッジ大学セント・ジョンズ・カレッジに入学、1749年にLL.D.の学位を修得した。同年にオックスフォード大学によりD.C.L.の学位を授与された。
1747年イギリス総選挙に出馬してラトランド選挙区とスタンフォード選挙区で当選、前者の代表として庶民院議員を務めた。1754年11月3日に父が死去すると、エクセター伯爵位を継承した。
1751年から1779年までラトランド統監を務めた。
1767年1月15日、王立協会フェローに選出された。
1793年12月26日にバーリー・ハウスで死去、1794年1月14日にスタンフォードの聖マーティン教会に埋葬された。弟トマス・チェンバーズ・セシルの息子ヘンリー・セシルが爵位を継承した。

## 家族
1748年7月27日にレティシア・タウンゼンド（Letitia Townshend、1756年4月17日没、ホレイショ・タウンゼンド閣下の娘）と結婚したが、2人の間に子供はいなかった。1770年4月23日、アン・マリア・チータム（Anne Maria Cheatham、ジョブ・チータムの娘）と再婚した。